# Winnipeško jezero
Winnipeško jezero (angleško Lake Winnipeg) je ledeniško jezero v Severni Ameriki, ki leži na jugozahodnem robu regije Kanadski ščit v južni osrednji Kanadi in je eno največjih kanadskih jezer.
Njegovo ime v jeziku lokalnih staroselcev iz plemena Cree pomeni »kalna voda«, točno poimenovanje, saj glavni pritoki, Winnipeg, Saskatchewan in Rdeča reka, prinašajo velike količine mulja iz svojih obsežnih porečij, ki obsegajo znaten del Velike severnoameriške planjave. Samo jezero je podolgovate oblike, raztegnjeno v smeri jug–sever. Glavni odtok je Nelsonova reka, ki se izliva v Hudsonov zaliv. Zaradi oblike in prevladujočih severnih vetrov je v jezeru pogost pojav sejša.
Po jezeru se imenuje Winnipeg, glavno mesto kanadske province Manitoba, na ozemlju katere leži jezero. Južne obale so priljubljena destinacija za oddih prebivalcev mesta, ki je oddaljeno približno 65 km proti jugu, jezero pa je poleg tega pomembno kot plovna pot in za komercialni ribolov.